# 州府 (德国)
州府（德語：Landeshauptstadt）即联邦州首府，在德意志联邦共和国是指各联邦州的宪法机构——特别是州政府和州议会的所在城市。根据地方法律，州府是由州政府经过申请后可以授予城市的称谓。与此相对，汉堡和柏林作为城市州也可以理解为不同样的州府。自1950年代以来，该称谓的管理权主要归于联邦共和国，例如在1953年颁布的对威斯巴登授予州府称谓。在此之前，各联邦州的首府都只是简单的自行定义为城市。